# Мерциг
Мерциг (њем. Merzig) град је у њемачкој савезној држави Сарланд. Једно је од 7 општинских средишта и главни град округа Мерциг-Вадерн. Посједује регионалну шифру (AGS) 10042113.

## Географски и демографски подаци
Град се налази на надморској висини од 172 метра. Његова површина износи 108,8 km².

## Становништво
У самом граду је, према процјени из 2010. године, живјело 30.770 становника. Просјечна густина становништва износи 283 становника/km².

## Историја
Град је основан 1974. поводом територијалних реформи у оквиру државе Сарланд. Његови корјени сежу у 369. годину, од када потичу најстарији записи о Мерцигу под називом Martiaticum.

## Међународна сарадња
| Мјесто     | Држава     | Врста сарадње | Од    |
| ---------- | ---------- | ------------- | ----- |
| Мерциг     | Луксембург | контакт       | 2000. |
|            | Француска  | партнерство   | 1986. |
| Луксембург | Луксембург | контакт       | 1988. |
| Извор      |            |               |       |